# 罗赫尔·戈麦斯
罗赫尔·戈麦斯（西班牙語：Róger Gómez，1965年2月7日—），哥斯达黎加男子足球运动员，司职中场。他曾代表哥斯达黎加国家队参加1990年国际足联世界杯，结果队伍止步十六强赛。